# Heteronyx marcidus
Heteronyx marcidus är en skalbaggsart som beskrevs av Blackburn 1892. Heteronyx marcidus ingår i släktet Heteronyx och familjen Melolonthidae. Inga underarter finns listade i Catalogue of Life.